# Grenslaag
Een grenslaag is in de stromingsleer een verschijnsel dat optreedt bij stroming van een gas of een vloeistof langs een wand. Dicht bij de wand wordt de stroming afgeremd door viskeuze wrijving. Het gevolg is dat er een laagje ontstaat — de grenslaag — met een snelheidsverdeling die loopt van de (ongestoorde) snelheid aan de buitenkant van de grenslaag tot nul op de wand, de hechtvoorwaarde. Ludwig Prandtl kwam in 1904 met deze theorie.
In het stuwpunt waar de stroming het lichaam raakt is de snelheid nul, ook al is de stroming al turbulent. Vanuit hier begint het gas of de vloeistof weer te versnellen. Bij een vlakke plaat is de stroming aanvankelijk laminair. Naar achteren neemt de breedte van de grenslaag toe, terwijl de wandschuifspanning naar achteren afneemt. Hier kan de stroming omslaan naar turbulent. De grenslaag wordt op dit punt een stuk dikker. Onder de turbulente grenslaag blijft een dunne laminaire sublaag. Waar het omslagpunt zich bevindt, hangt af van het getal van Reynolds en van de vorm van het lichaam. Bij een stomp voorwerp kan de stroming al direct turbulent zijn.
Door de wrijving gaat er stromingsenergie verloren, zodat de constante van Bernoulli afneemt. Hierdoor neemt de druk verder naar achteren af, tot deze zo laag wordt dat de kinetische energie van de deeltjes onvoldoende is om door te dringen in het hoge-drukveld aan de achterzijde. Hierdoor treedt loslating op, waarbij achter het loslatingspunt wervelingen optreden die de druk omlaag brengen. Er ontstaat een drukverschil tussen de voor- en achterkant van het lichaam, met de drukweerstand tot gevolg, terwijl de wrijving een wrijvingsweerstand tot gevolg heeft.
Voor een laminaire grenslaag heeft Blasius afgeleid:
{\displaystyle C_{f}={1,328 \over {\sqrt {R_{e}}}}}
waarbij {\displaystyle R_{e}} het getal van Reynolds is.
Dit geldt evenwijdig aan de stroming.
Voor de turbulente grenslaag is de berekening dusdanig gecompliceerd dat vaak een empirische formule wordt gebruikt:
{\displaystyle C_{f}={0,455 \over (\log R_{e})^{2,58}}}
Dit geldt voor hydraulisch gladde platen zoals door Schlichting gedefinieerd:
{\displaystyle k_{s}<l{100 \over R_{e}}}
met {\displaystyle k_{s}} voor de ruwheidshoogte voor de plaat en {\displaystyle l} als lengte voor de plaat.
Voor ruwe oppervlaktes zijn ook emperische formules, zoals:
{\displaystyle C_{f}=(1,89+1,62\log {l \over k_{s}})^{-2,5}}
voor {\displaystyle 10^{2}<{l \over k_{s}}<10^{6}}